# Muhammed Memić
Muhammed Memić (nascut el 2 de setembre de 1960 a Derventa), és un exjugador d'handbol iugoslau, que va participar en els Jocs Olímpics d'Estiu de 1988, i que fou Campió del món el 1986, també amb Iugoslàvia.
El 1988 va formar part de la selecció de Iugoslàvia que va guanyar la medalla de bronze a les Olimpíades de Seul. Hi va jugar sis partits i marcà 15 gols.